# Constantino Zaballa
Constantino Zaballa Gutierrez (La Hayuela, 15 mei 1978) is een Spaans wielrenner. In de winter van 2008-2009 maakte Zaballa een opmerkelijke carrièreswitch. Hij begon aan veldrijden te doen. Hij reed enkele wedstrijden rond met een shirt, waarop vermeld stond: "Ik zoek een sponsor". Een sponsor die hij later zou vinden. Hij won een elite zc race, maar een echte doorbraak kwam er niet. Tijdens de Ronde van Asturië van 2010, die hij won, testte hij positief op het middel Efedrine. In 2012 werd hij voor 9 maanden geschorst. In 2013 maakte hij zijn rentree voor de Deense ploeg Christina Watches-Onfone.

## Belangrijkste overwinningen
2001
- 8e etappe Ronde van de Toekomst
- 1e etappe Ronde van Portugal

2004
- 3e etappe Ronde van Aragon
- 19e etappe Ronde van Spanje

2005
- Clásica San Sebastián

2007
- 4e etappe Euskal Bizikleta
- Eindklassement Euskal Bizikleta

2010
- 5e etappe Ronde van Asturië
- Eindklassement Ronde van Asturië

2011
- 5e etappe Ronde van Asturië

2013
- 1e etappe Ronde van Tipaza
- Eindklassement Ronde van Tipaza
- Destination Thy

## Resultaten in voornaamste wedstrijden
| Jaar | Ronde van Italië | Ronde van Frankrijk | Ronde van Spanje |
| ---- | ---------------- | ------------------- | ---------------- |
| 2002 |                  | 116e                |                  |
| 2003 | 27e              |                     | 30e              |
| 2004 |                  |                     | 30e (1)          |
| 2005 |                  | opgave              | 58e              |
| 2006 |                  |                     |                  |
| 2007 |                  |                     |                  |

| Jaar | Milaan-San Remo | Ronde van Vlaanderen | Amstel Gold Race | Luik-Bast.‑Luik | Ronde van Lombardije | Clásica San Sebastián |  | Wereldranglijsten |
| ---- | --------------- | -------------------- | ---------------- | --------------- | -------------------- | --------------------- |  | ----------------- |
| 2002 | 74e             | 47e                  |                  | 119e            |                      | 85e                   |  |                   |
| 2003 |                 |                      |                  |                 |                      |                       |  |                   |
| 2004 |                 |                      |                  |                 |                      | 9e                    |  |                   |
| 2005 |                 | 30e                  | 16e              |                 | 62e                  | ↑                     |  |                   |
| 2006 | 37e             | 38e                  | 22e              | 54e             |                      |                       |  |                   |
| 2007 |                 |                      | 45e              |                 |                      |                       |  | 207e (UPT)        |